# Anders Bengtsson (journalist)
Anders Dennis Stefan Bengtsson, född 21 augusti 1981 i Lerberget, Höganäs kommun, är en svensk journalist, verksam på fotbollsmagasinet Offside. 

## Biografi
Tidigare har Bengtsson arbetat som bartender och servitör i Helsingborg och i Frankrike. Han är utbildad till journalist i Australien.
2009 nominerades han till Stora journalistpriset i kategorin "Årets berättare" och 2011 utsågs han av Sveriges Tidskrifter till "Årets journalist". 2011 nominerades han än en gång till Stora journalistpriset. I augusti 2012 tog Bengtsson över som den ene av två chefredaktörer på fotbollsmagasinet Offside. 2020 utsågs Bengtsson, tillsammans med chefredaktörskollegan Johan Orrenius, till Årets sportjournalist av Svenska sportjournalistförbundet. 2024 tilldelades han Tidskriftspriset i kategorin ”Årets granskning” för reportaget ”Larmet inifrån”.